# Sweet but Psycho
«Sweet but Psycho» —en español: «Dulce pero psicópata»— es una canción de la cantante estadounidense Ava Max, lanzada el 17 de agosto de 2018 a través de Atlantic Records como el primer sencillo de su álbum de estudio debut Heaven & Hell (2020). La canción fue escrita por Max, Madison Love, Tix, Cook Classics y el productor Cirkut. Es una canción pop, dance pop, electropop y synth pop con letras sobre la percepción de una mujer. El título de la canción se inspiró en las frecuentes interacciones entre Max y sus padres. La letra de la canción y el videoclip se volvieron controversiales por supuestamente estigmatizar la percepción de las enfermedades mentales; las organizaciones de salud mental en Irlanda intentaron prohibir la canción en la radio. «Sweet but Psycho» recibió críticas mixtas a positivas de los críticos musicales, que elogiaron su sonido alegre y su coro pegadizo.
Tras su lanzamiento, «Sweet but Psycho» apareció en varias listas de reproducción en Spotify antes de llegar al número uno en 22 países, incluidos Finlandia, Noruega, Reino Unido y Suecia. La canción alcanzó el número 10 en la lista musical estadounidense Billboard Hot 100. Fue la canción de fin de año más vendida de 2019 en Eslovenia y ha obtenido certificaciones de platino en 15 países, así como de diamante en Brasil, Francia y Polonia. En enero de 2021, la canción ya tenía más de mil millones de reproducciones en Spotify, siendo una de las canciones solistas femeninas más reproducidas en la historia de la plataforma.
Un video musical acompañante fue dirigido por Shomi Patwary y muestra al personaje de Max agrediendo a un hombre interpretado por el modelo Prasad Romijn. El video se comparó con las películas Atracción fatal (1987) y El resplandor (1980), así como con videos musicales de Rihanna y Bebe Rexha. Max interpretó la canción en varios eventos televisados y como parte de un popurrí durante los premios MTV Video Music Awards 2019 y los MTV Europe Music Awards 2019.

## Antecedentes
En 2014, después de haber tenido varias maquetas rechazadas por productores y compositores, y quedar atrapada por negocios cuestionables, Max conoció al productor canadiense Cirkut en una cena organizada por él en Los Ángeles, California. Después de que Max le cantara «Feliz cumpleaños» a Cirkut, la tomó bajo su protección y se encargó de la producción de su música. En julio de 2016, Max lanzó la canción «Anyone but You» en SoundCloud, el cual se hizo popular y atrajo el interés de varios sellos discográficos que la contactaron por correo electrónico, y Max finalmente firmó con Atlantic Records. La compositora estadounidense Madison Love escribió «Sweet but Psycho» después de firmar un contrato editorial con Artist Partner Group (APG), ya que Max procedió a firmar como artista con el mismo sello en un corto período de tiempo. El fundador de APG, Mike Caren, le sugirió a Love que Max debería aparecer en «Sweet but Psycho», que fue la introducción de esta última a la producción ejecutiva. Max y Love casualmente colaboraron juntas como amigas durante su tiempo en la universidad. En una entrevista de 2021 con Rolling Stone, Love expresó su felicidad por su papel del gran avance de Max usando «pop puro», ya que «cada canción en la radio era rap».
«Sweet but Psycho» fue lanzado para descarga digital y streaming por Atlantic Records como el primer sencillo del álbum de estudio debut de Max Heaven & Hell (2020). La canción fue escrita por Max, Madison Love, Tix, Cook Classics y Cirkut, y el último de los cinco se encargó exclusivamente de la producción. Cuando Max era una niña, sus padres decían que «eres dulce, pero eres un poco psicópata»; esto inspiró el título de la canción. En una entrevista con Idolator, Max habló sobre el mensaje de la canción, afirmando que es «sobre una chica que no tiene miedo de mostrar todos sus lados y sus dualidades, y sobre un chico que ama todos esos lados». Max continuó, diciendo que ella fue malinterpretada como una «psicópata» pero que era «una chica franca...que decía lo que pensaba».

## Composición y letra
«Sweet but Psycho» es una canción pop, dance pop, electropop y synth pop que se inspiró en la música de la década de 1980. Según la partitura de la canción que se publicó en Musicnotes.com, tiene un tempo de 137 pulsaciones por minuto.
Chris DeVille de Stereogum comparó «Sweet but Psycho» con canciones de Eurodance como «Be My Lover» de La Bouche, «Blue (Da Ba Dee)» de Eiffel 65 y «Everytime We Touch» de Cascada, junto con los sencillos electropop de Lady Gaga «Poker Face» y «Bad Romance». La letra de la canción describe la percepción de las mujeres en las relaciones; la palabra «psicópata» se refiere a la sensación de ser aceptado por tener una personalidad abierta. Una cita de la serie de televisión estadounidense 30 Rock se menciona en la letra del coro, «Grab a cop gun kinda crazy / She's poison but tasty».
Se lanzaron remezclas de «Sweet but Psycho» de Paul Morrell, Morgan Page y Dirty Disco. La remezcla de Morrell tiene un tono oscuro, con una línea de bajo gruesa en contraste con la remezcla edificante de Page que incluye toques melódicos. La remezcla de Dirty Disco fusiona acordes de piano en capas y stabs de sintetizador con programación de batería para hacer que la canción suene «tribal».

## Recepción crítica
«Sweet but Psycho» fue recibida con críticas mixtas a positivas por parte de los críticos musicales. Al escribir para Billboard, Jon Ali elogió a «Sweet but Psycho» por proporcionar una porción de pop «instantáneamente adictiva»; la publicación también destacó el «coro prístino e instantáneamente repetible». Sam Brooks de The Spinoff lo llamó «un Frankenstein de una canción pop» y dijo que la canción encajaría en la lista de canciones del álbum debut de Lady Gaga en 2008, The Fame. Elogió a Max por fusionar elementos de la música de Gaga, Katy Perry y Marina Diamandis para convertirse en la Mary Shelley del pop. Según el personal de Belfast Telegraph, la canción es «contagiosamente pegadiza» y atrevida. El escritor de Vulture Myles Tanzer dijo que la canción «sigue la fórmula clásica de Luke y Cirkut: una canción pop científicamente perfecta inspirada en los 80, llena de hooks y letras tuiteables".
En una crítica mixta, el escritor de The Daily Telegraph Alim Kheraj llamó a «Sweet but Psycho» «una pieza de pop genérica sin disculpas» y opinó que, en contraste con «Crazy He Calls Me» de Billie Holiday, «Crazy» de Patsy Cline, «Crazy for You» de Madonna y «Crazy in Love» de Beyoncé, que son todas canciones sobre la locura de las mujeres inspiradas en los hombres, dice «cosas interesantes» sobre la libertad de expresión recientemente descubierta por las artistas y que las cantantes de pop «ahora están recuperando las connotaciones negativas al rededor de la locura y feminidad [sic]».

## Controversias
La letra de «Sweet but Psycho» ha sido criticada por varios defensores de la salud mental por estigmatizar las enfermedades mentales. Kheraj dijo que la canción «cuenta con letras similares al clickbait, usando peyorativamente términos como 'psicópata' y 'loco' para evocar un sentimiento que parece completamente en desacuerdo con el progreso reciente que la industria de la música ha hecho en cómo se habla de salud mental». El 25 de enero de 2019, Zero Suicide Alliance del Reino Unido publicó una carta abierta condenando la letra de la canción por «perpetuar los estereotipos existentes» que estigmatizan aún más la enfermedad mental; las organizaciones irlandesas de salud mental intentaron prohibir la reproducción de la canción por radio en su país debido a que la letra «tergiversaba las enfermedades psicóticas». En respuesta a las críticas, Max dijo en una entrevista de 2019 con Vanity Fair que la canción trata sobre varias experiencias de ser hecha luz de gas por hombres. Ella defendió el uso de «psicópata», afirmando que la palabra tiene «un significado más profundo» y que quería que el video musical relacionado con la enfermedad mental fuera una experiencia teatral para todos.

## Video musical

### Antecedentes
El video musical de «Sweet but Psycho» fue dirigido por el cineasta estadounidense bengalí Shomi Patwary y presenta al modelo Prasad Romijn. Fue lanzado el 27 de agosto de 2018. Patwary usó colores saturados para el video para que se percibiera como artificial; no quería que lo visual pareciera realista porque sería demasiado violento. El destello de lente se utilizó constantemente; el video fue filmado usando una lente anamórfica antigua que fue hecha por Lomo, y fue rotoscópicada y filtrada para que pareciera nítida. Se filmó un final para el video musical en el que Max se despierta de un sueño, aunque la secuencia fue descartada porque a Patwary no le gustó el corte y quería que terminara con una conclusión abierta.

### Trama
El video musical comienza con una escena en escala de grises de un hombre besando a una mujer afuera de un apartamento mientras Max pasa disgustada. Barras negras cinematográficas recortan la imagen y la ambientación cambia a una mansión muy iluminada. Max baja una escalera de caracol, vestida con una chaqueta naranja y un top negro; tiene rayas de rímel en los ojos. Max rasga una prenda y ella invita al hombre por SMS a cenar con ella. Luego, Max toma un bate de béisbol, lanza dardos a un tablero con la cara del hombre en la diana, bebe un vaso de vino tinto y fuma un cigarrillo. Más tarde, el hombre llega a la mansión, donde Max lo agarra de la mano y lo lleva al segundo piso hacia un banquete.
Una Max pelirroja corta un pavo, que el hombre come. Luego vierte el vino tinto en su copa, que cambia a verde. El hombre bebe el vino e inmediatamente empieza a alucinar cuando Max le arroja un cuchillo, seguido por él corriendo por las escaleras con horror. Max, con un vestido de novia, baila junto a una cama que contiene al hombre, que está en coma. Pinta manchas rojas en un caballete y niega con la cabeza. En una secuencia intermitente, Max se para en la escalera, agita un hacha, arranca una fotografía del hombre y hace girar su cabeza inconsciente. En otra escena, él se escapa al guardarropa de Max mientras ella mancha su cuerpo sin camisa con sangre. En el armario, un cadáver mutilado cae frente al hombre. Se muestran secuencias de Max con el hombre inconsciente; ella le echa gasolina y luego le prende fuego a la habitación.

### Recepción
Hannah Hightman de la revista V describió el video musical como una «psicosis estética», afirmando que las características psicológicas de Max son «demasiado posesivas, demasiado dominantes, demasiado desinhibidas». Continuó, elogiando la naturaleza satírica del video, elogiando las parodias de Max de los diversos usos de la palabra «psicópata». Steve Erickson de Studio Daily lo consideró como «una versión más modesta del elaborado juego de roles de Lady Gaga». Kheraj tomó nota del video para hacer referencia a películas como Atracción fatal (1987) y El resplandor (1980), y comparó las connotaciones negativas de la salud mental con otros videos musicales como «Disturbia» de Rihanna (2008) y «I'm a Mess» (2018) de Bebe Rexha. En agosto de 2021, el video tenía más de 850 millones de visitas en YouTube.

## Presentaciones en vivo
Max interpretó «Sweet but Psycho» en el episodio del 23 de enero de 2019 de The Late Late Show with James Corden; esta fue la presentación debut de la canción en televisión estadounidense. El 25 de enero, interpretó una vez más la canción en The Today Show. Max vestía una chaqueta militar roja de estilo inglés, pantalones de cuero negros y zapatos de plataforma negros, mientras que los bailarines vestían trajes negros. El 11 de abril Max interpretó nuevamente la canción en The Ellen DeGeneres Show vistiendo un traje negro con su peinado característico mientras se une a un grupo de bailarines. Max interpretó «Sweet but Psycho» para el programa de televisión de desayuno australiano Sunrise el 29 de abril de ese año, marcando su debut en la televisión australiana.
Max interpretó la canción en un popurrí con «So Am I» (2019) y «Salt» (2019) en el concierto de Wango Tango de 2019. Llevaba un atuendo verde y violeta de manga larga hecho por Zemeta, pantalones de cuero negro, botas plateadas con tacones de aguja Steve Madden y una gabardina Avec Les Filles iridiscente. Durante el evento previo de los MTV Video Music Awards 2019, Max comenzó su presentación con «Torn» (2019) antes de continuar con «Sweet but Psycho». Max y todos los bailarines vestían trajes plateados y botas de gladiador mientras realizaban un baile coreografiado. En los MTV Europe Music Awards 2019, interpretó la canción junto con «Torn». Max usó una bata roja mientras actuaba en una pasarela blanca, que usaba «imágenes minimalistas para lograr el máximo efecto». Interpretó «Sweet but Psycho» como la última canción de un popurrí, después de «So Am I» y «Torn» en el Jingle Bell Ball de 2019.

## Créditos y personal
Créditos adaptados de Tidal.
- Amanda Ava Koci – voz, composición
- Henry Walter – composición, producción, programación, instrumentos
- Andreas Andresen Haukeland – composición
- Madison Love – composición
- William Lobban-Bean – omposición
- Chris Gehringer – masterización
- Serban Ghenea – mezcla

## Posicionamiento en listas
| Listas (2018-2020)                                 | Mejor posición |
| -------------------------------------------------- | -------------- |
| Alemania (Official German Charts)                  | 1              |
| Argentina (Monitor Latino)                         | 15             |
| Australia (ARIA)                                   | 2              |
| Austria (Ö3 Austria Top 40)                        | 1              |
| Bélgica (Ultratop 50 Flandes)                      | 1              |
| Bélgica (Ultratop 50 Valonia)                      | 1              |
| Brasil (Crowley Charts Top 10 Pop Internacional)   | 9              |
| Bulgaria (PROPHON)                                 | 4              |
| Canadá (Billboard Canadian Hot 100)                | 11             |
| Canadá (Billboard Canada AC)                       | 33             |
| Canadá (Billboard Canada CHR/Top 40)               | 3              |
| Canadá (Billboard Canada Hot AC)                   | 8              |
| CEI (Tophit)                                       | 5              |
| Chile (Monitor Latino)                             | 8              |
| China (Billboard China Airplay/FL)                 | 12             |
| Colombia (National-Report)                         | 92             |
| Croacia (Hrvatska radiotelevizija)                 | 1              |
| Dinamarca (Tracklisten)                            | 1              |
| Escocia (OCC)                                      | 1              |
| Eslovaquia (Rádio Top 100)                         | 1              |
| Eslovaquia (Singles Digitál Top 100)               | 3              |
| Eslovenia (SloTop50)                               | 1              |
| España (PROMUSICAE)                                | 18             |
| Estados Unidos (Billboard Hot 100)                 | 10             |
| Estados Unidos (Billboard Adult Contemporary)      | 17             |
| Estados Unidos (Billboard Adult Top 40)            | 2              |
| Estados Unidos (Billboard Dance Club Songs)        | 1              |
| Estados Unidos (Billboard Dance/Mix Show Airplay)  | 4              |
| Estados Unidos (Billboard Mainstream Top 40)       | 3              |
| Estados Unidos (Rolling Stone Top 100)             | 43             |
| Estonia (Eesti Tipp-40)                            | 1              |
| Europa (Billboard Euro Digital Song Sales)         | 1              |
| Finlandia (Suomen virallinen lista)                | 1              |
| Francia (SNEP)                                     | 8              |
| Grecia (IFPI Greece International Digital Singles) | 12             |
| Hungría (Dance Top 40)                             | 1              |
| Hungría (Rádiós Top 40)                            | 1              |
| Hungría (Single Top 40)                            | 1              |
| Hungría (Stream Top 40)                            | 1              |
| Irlanda (IRMA)                                     | 1              |
| Islandia (Plötutíðindi)                            | 1              |
| Italia (FIMI)                                      | 3              |
| Japón (Billboard Japan Hot Overseas)               | 19             |
| Letonia (LAIPA)                                    | 4              |
| Lituania (AGATA)                                   | 5              |
| Luxemburgo (Billboard Luxembourg Digital Songs)    | 2              |
| Malasia (RIM)                                      | 7              |
| México (Billboard Mexico Airplay)                  | 3              |
| Mundo (Billboard Global 200)                       | 178            |
| Noruega (VG-lista)                                 | 1              |
| Nueva Zelanda (RMNZ)                               | 1              |
| Países Bajos (Dutch Top 40)                        | 1              |
| Países Bajos (Single Top 100)                      | 4              |
| Polonia (Polish Airplay Top 100)                   | 1              |
| Portugal (AFP)                                     | 16             |
| Puerto Rico (Monitor Latino)                       | 12             |
| Reino Unido (OCC)                                  | 1              |
| República Checa (Singles Digitál Top 100)          | 1              |
| Rumania (Airplay 100)                              | 2              |
| Rusia (Tophit)                                     | 4              |
| Singapur (RIAS)                                    | 7              |
| Suecia (Sverigetopplistan)                         | 1              |
| Suiza (Schweizer Hitparade)                        | 1              |
| Ucrania (Tophit)                                   | 1              |
| Venezuela (Monitor Latino)                         | 4              |

| Lista (2019)         | Mejor posición |
| -------------------- | -------------- |
| Eslovenia (SloTop50) | 1              |
| Rusia (Tophit)       | 6              |
| Ucrania (Tophit)     | 1              |

| Lista (2018)                  | Posición |
| ----------------------------- | -------- |
| Austria (Ö3 Austria Top 40)   | 54       |
| Bélgica (Ultratop Flandes)    | 90       |
| Dinamarca (Tracklisten)       | 33       |
| Estonia (Eesti Tipp-40)       | 84       |
| Países Bajos (Dutch Top 40)   | 60       |
| Países Bajos (Single Top 100) | 73       |
| Noruega (VG-lista)            | 16       |
| Suecia (Sverigetopplistan)    | 18       |
| Suiza (Schweizer Hitparade)   | 79       |

| Listas (2019)                                     | Posición |
| ------------------------------------------------- | -------- |
| Alemania (Official German Charts)                 | 5        |
| Australia (ARIA)                                  | 15       |
| Austria (Ö3 Austria Top 40)                       | 10       |
| Bélgica (Ultratop Flandes)                        | 11       |
| Bélgica (Ultratop Valonia)                        | 8        |
| Bolivia (Monitor Latino)                          | 93       |
| Canadá (Billboard Canadian Hot 100)               | 18       |
| CEI (Tophit)                                      | 13       |
| Dinamarca (Tracklisten)                           | 11       |
| Eslovenia (SloTop50)                              | 1        |
| Estados Unidos (Billboard Hot 100)                | 23       |
| Estados Unidos (Billboard Adult Contemporary)     | 42       |
| Estados Unidos (Billboard Adult Top 40)           | 15       |
| Estados Unidos (Billboard Dance Club Songs)       | 7        |
| Estados Unidos (Billboard Dance/Mix Show Airplay) | 25       |
| Estados Unidos (Billboard Mainstream Top 40)      | 15       |
| Estados Unidos (Rolling Stone Top 100)            | 46       |
| Francia (SNEP)                                    | 39       |
| Hungría (Dance Top 40)                            | 3        |
| Hungría (Rádiós Top 40)                           | 1        |
| Hungría (Single Top 40)                           | 8        |
| Hungría (Stream Top 40)                           | 3        |
| Irlanda (IRMA)                                    | 18       |
| Italia (FIMI)                                     | 16       |
| Nueva Zelanda (RMNZ)                              | 18       |
| Países Bajos (Dutch Top 40)                       | 21       |
| Países Bajos (Single Top 100)                     | 27       |
| Polonia (Polish Airplay Top 100)                  | 17       |
| Portugal (AFP)                                    | 61       |
| Puerto Rico (Monitor Latino)                      | 42       |
| Reino Unido (OCC)                                 | 6        |
| Rumania (Airplay 100)                             | 17       |
| Rusia (Tophit)                                    | 24       |
| Suecia (Sverigetopplistan)                        | 29       |
| Suiza (Schweizer Hitparade)                       | 7        |
| Ucrania (Tophit)                                  | 20       |

| Listas (2020)           | Posición |
| ----------------------- | -------- |
| Hungría (Dance Top 40)  | 11       |
| Hungría (Rádiós Top 40) | 58       |

## Certificaciones
| País           | Organismo certificador | Certificación | Ventas certificadas | Ref.    |
| -------------- | ---------------------- | ------------- | ------------------- | ------- |
| Alemania       | BVMI                   | 2× Platino    | 800 000             | [ 156 ] |
| Australia      | ARIA                   | 5× Platino    | 350 000             | [ 157 ] |
| Austria        | IFPI Austria           | 3× Platino    | 90 000              | [ 158 ] |
| Bélgica        | BEA                    | 2× Platino    | 80 000              | [ 159 ] |
| Brasil         | Pro-Música Brasil      | 2× Diamante   | 320 000             | [ 160 ] |
| Canadá         | Music Canada           | 7× Platino    | 560 000             | [ 161 ] |
| Dinamarca      | IFPI Dinamarca         | 3× Platino    | 270 000             | [ 162 ] |
| España         | PROMUSICAE             | Platino       | 40 000              | [ 163 ] |
| Estados Unidos | RIAA                   | 4× Platino    | 4 000 000           | [ 164 ] |
| Francia        | SNEP                   | Diamante      | 333 333             | [ 165 ] |
| Italia         | FIMI                   | 3× Platino    | 150 000             | [ 166 ] |
| Noruega        | IFPI Noruega           | 9× Platino    | 540 000             | [ 167 ] |
| Nueva Zelanda  | RMNZ                   | Platino       | 30 000              | [ 168 ] |
| Países Bajos   | NVPI                   | 2× Platino    | 160 000             | [ 169 ] |
| Polonia        | ZPAV                   | Diamante      | 100 000             | [ 170 ] |
| Portugal       | AFP                    | 2× Platino    | 20 000              | [ 171 ] |
| Reino Unido    | BPI                    | 4× Platino    | 2 400 000           | [ 172 ] |
| Singapur       | RIAS                   | Oro           | 5 000               | [ 173 ] |
| Suiza          | IFPI Suiza             | 4× Platino    | 80 000              | [ 174 ] |

## Historial de lanzamiento
| Región | Fecha                 | Formato(s)                  | Versión     | Discográfica       | Ref     |
| ------ | --------------------- | --------------------------- | ----------- | ------------------ | ------- |
| Varios | 15 de agosto de 2018  | Descarga digital, streaming | Acústica    | Atlantic Records   | [ 175 ] |
| Varios | 16 de agosto de 2018  | EP digital, streaming       | The Remixes | Atlantic Records   | [ 176 ] |
| Varios | 17 de agosto de 2018  | Descarga digital, streaming | Original    | Atlantic Records   | [ 177 ] |
| Italia | 15 de octubre de 2018 | Airplay                     | Original    | Warner Music Group | [ 178 ] |
| Varios | 4 de marzo de 2019    | Descarga digital, streaming | The Remixes | Atlantic Records   | [ 179 ] |